# Annie Desroy
Annie Desroy fue el seudónimo de Anne-Marie Bourand, de soltera Lerebours (1893-1948), novelista, dramaturga y profesora haitiana. Es principalmente conocida por su novela de 1934 Le joug.

## Biografía
Anne-Marie Lerebours nació el 4 de mayo de 1893 en Puerto Príncipe. Educada en Port-au-Prince, se convirtió en profesora y directora del Centre d'Etudes Universititaires, instruyendo a niñas en la primera y segunda parte del examen de bachillerato. Se casó con Étienne Bourand.
Se convirtió en miembro activo de la Ligue Féminine d'Action Sociale, y participó activamente en la escena literaria y cultural haitiana de las décadas de 1920 y 1930. Se conocen las fechas de producción de dos de sus obras, cada una de las cuales es una comedia en tres actos: Et l'amour vient en 1921 y La cendra du passé en 1931.
Su novela Le Joug se publicó en una edición de solo cincuenta copias. Myriam JA Chancy ha elogiado su "tratamiento complejo de los efectos de la Ocupación sobre la psique haitiana". Le Joug fue aparentemente la primera de cuatro novelas escritas por Desroy.
Murió  el 2 de octubre de 1948 en Port-au-Prince, Haití

## Obras
- Le joug: roman [El Yugo: una novela]. Port-au-Prince: Imp. Modèle, 1934.
- Et, L'amour vint!, 1921[5]
- Le cendre du passé, 1931[5]

## Para conocer más sobre la autora
- Foreign Impulses in Annie Desroy’s Le Joug
- Conrady, N. J. (1995). Le roman haïtien d'expression française et l'occupation américaine de 1915-1934 : tros décennies d'histoire vues par quatre romanciers haïtiens engagés (Stéphen Alexis, Annie Desroy, Léon Laleau, Mme Virgile Valcin (PhD thesis). Middlebury College French School.
- Desgraves-Valcin, Cléanthe (1954). "Madame Etienne Bourand". In Ligue féminine d'action sociale (ed.). Femmes haïtiennes. Port-au-Prince: H. Deschamps. pp. 237–239.
- Gindine (Tardieu-Feldman), Yvette (1974). "Images of the American in Haitian literature during the occupation, 1915-1934". Caribbean Studies. 14 (3): 37–52.
- Gouraige, Ghislain (1960). "Mme Etienne Bourand". Histoire de la littérature haïtienne. p. 362-363.
- Tardieu Feldman, Yvette (August 1974). "Une romancière haïtienne méconnue,: Annie Desroy (1893-1948)". Conjonction. 124: 35–51.